# Rijksbeschermd gezicht Vaals Uitbreiding
Het rijksbeschermd gezicht Vaals Uitbreiding is een van rijkswege beschermd dorpsgezicht in de plaats Vaals in de Nederlands-Limburgse gemeente Vaals.

## Beschrijving gebied
Het beschermde gebied bestaat uit een aantal straten ten zuiden van de Maastrichterlaan in de oude dorpskern van Vaals en vormt een uitbreiding van het gebied rondom het Von Clermontplein en de Bergstraat, dat al sinds 1969 bescherming geniet.
De huidige ruimtelijke structuur vindt zijn oorsprong in de 17e- en 18e-eeuwse ontwikkelingen langs de oude Akerweg, toen veel Akense lutheranen hun toevlucht zochten in de Staatse enclave Vaals en er de lakenindustrie tot bloei brachten. Na de aanleg in 1825 van de nieuwe straatweg Maastricht-Aken, de huidige N278, verlegde de ruimtelijke ontwikkeling van Vaals zich in de loop van de 19e eeuw naar deze doorgaande route. Ondanks uitbreidingen na de Tweede Wereldoorlog is de ruimtelijke structuur in de historische kern in hoofdopzet nagenoeg onveranderd gebleven.
Bij de bescherming van het dorpsgebied Vaals ligt het accent op de gave ruimtelijke structuur van de dorpskern. Als westelijke begrenzing is gekozen de achterkant van de bebouwing langs de Bosstraat, vanaf de Bloemendalstraat (inclusief de bouwresten van de Sint-Adelberthoeve) tot aan de Tentstraat (met de monumentale Cereshoeve en het Huis D'r Bau). De zuidelijke begrenzing vormen de Tentstraat en de Akenerstraat tot de rijksgrens met Duitsland, die de oostelijke grens markeert. De Lindenstraat is min of meer de noordelijke begrenzing van het gebied, met een uitstulping bij de Koperstraat. Het Huis Bloemendal en het verderop gelegen Kasteel Vaalsbroek zijn niet in het beschermd dorpsgezicht opgenomen, aangezien deze landgoederen reeds bescherming genieten als rijksmonument.

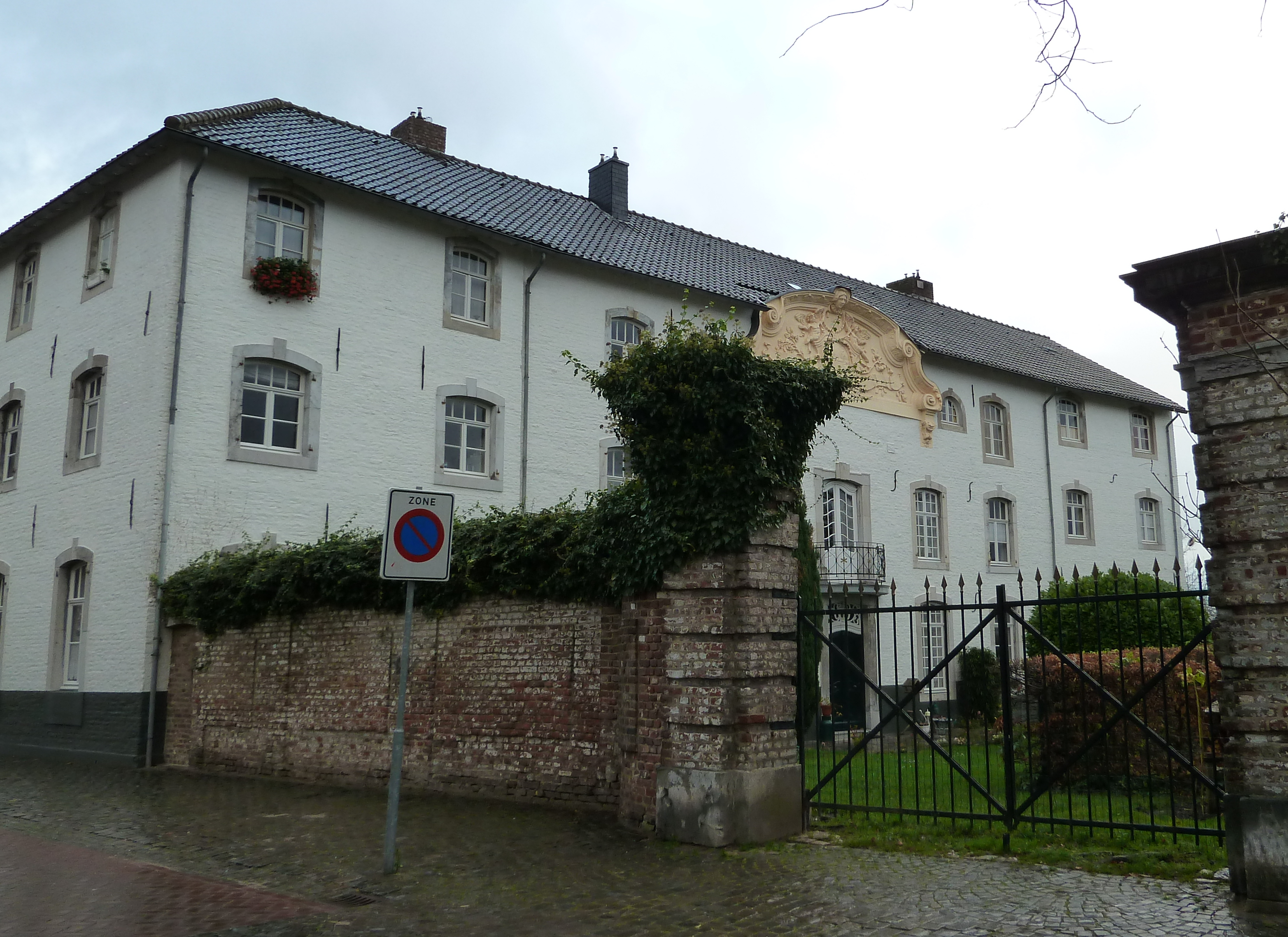
D'r Bau & Cereshoeve, Tentstraat
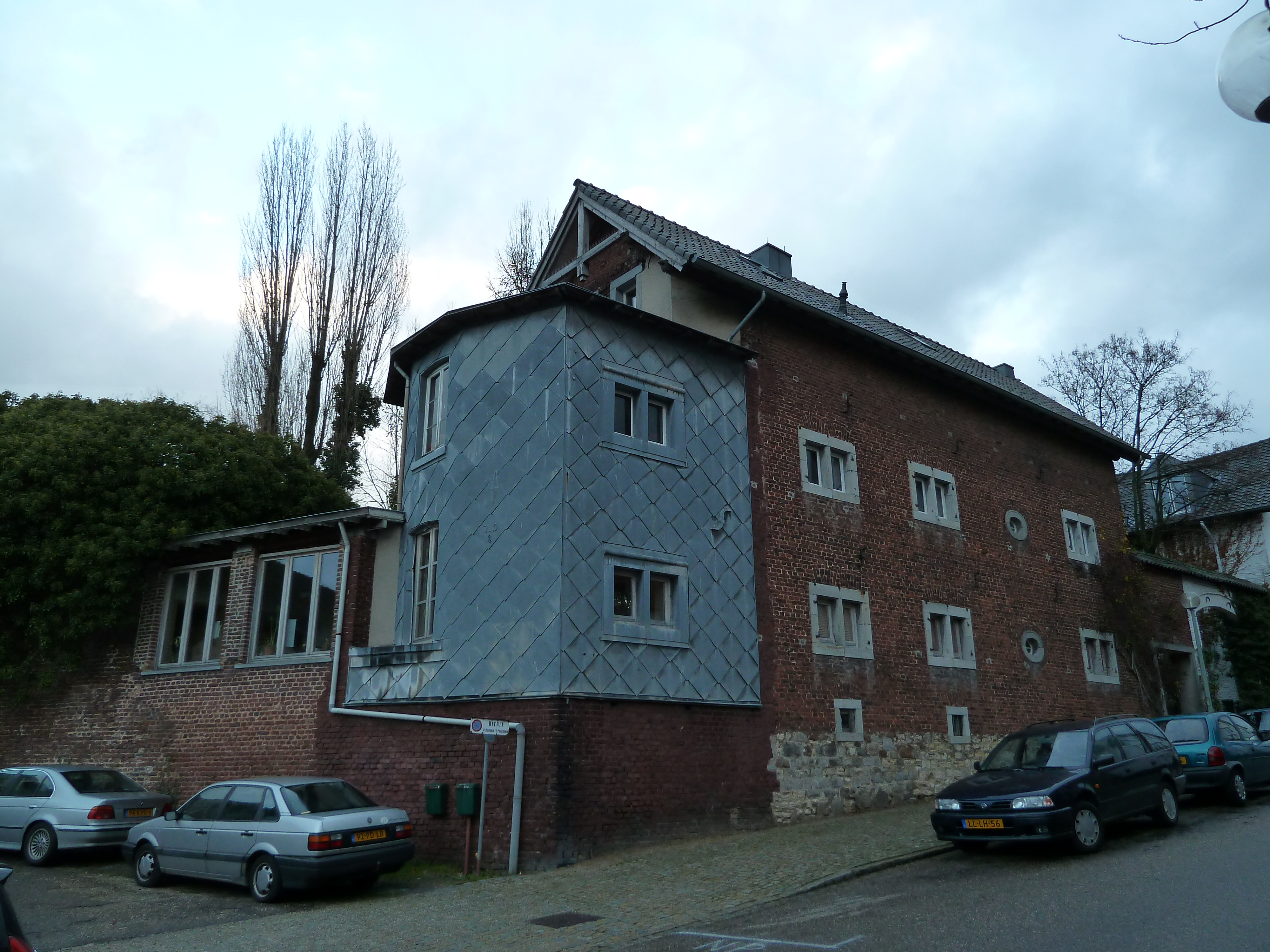
Bloemendalstraat 7
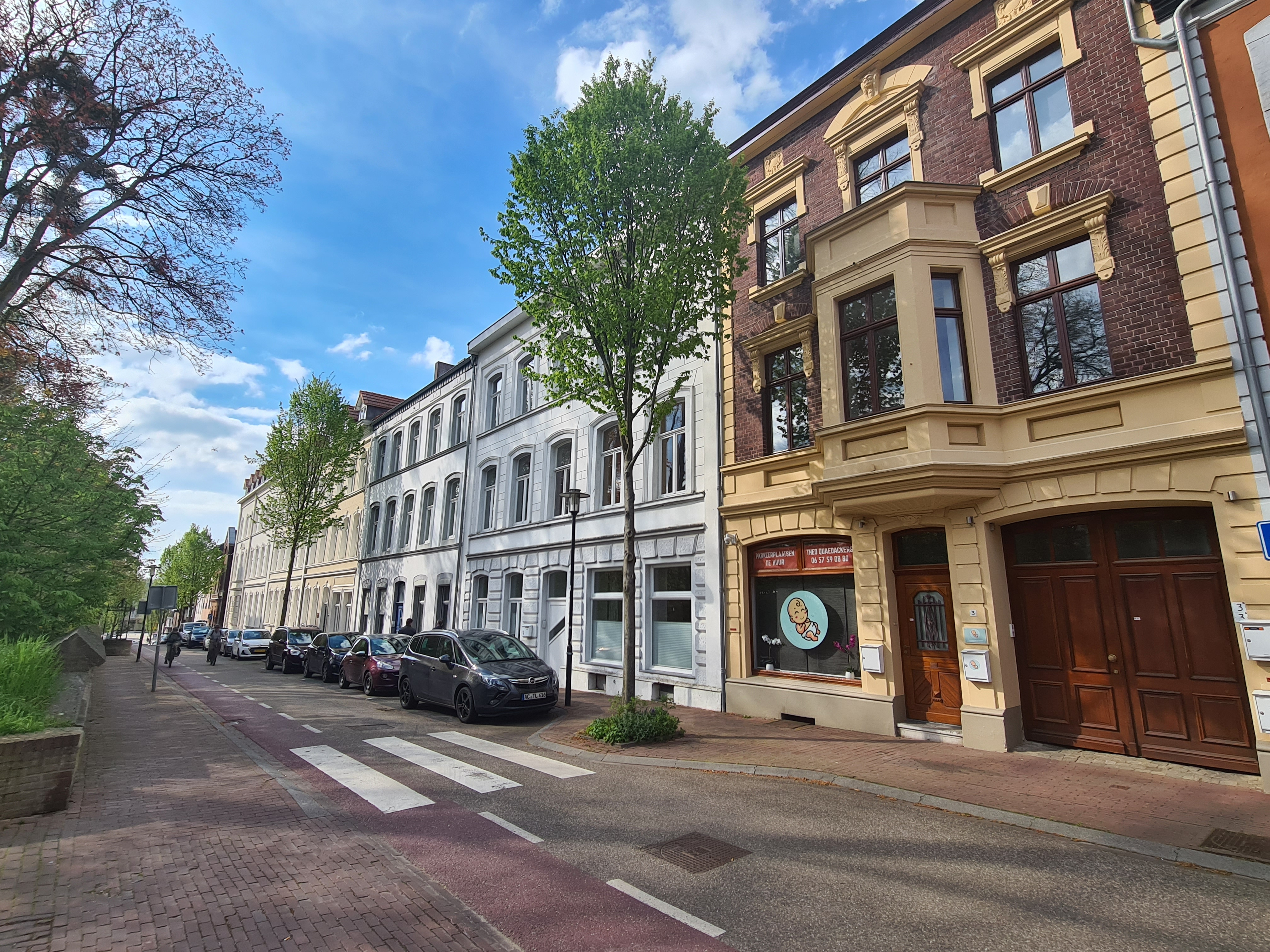
Lindenstraat
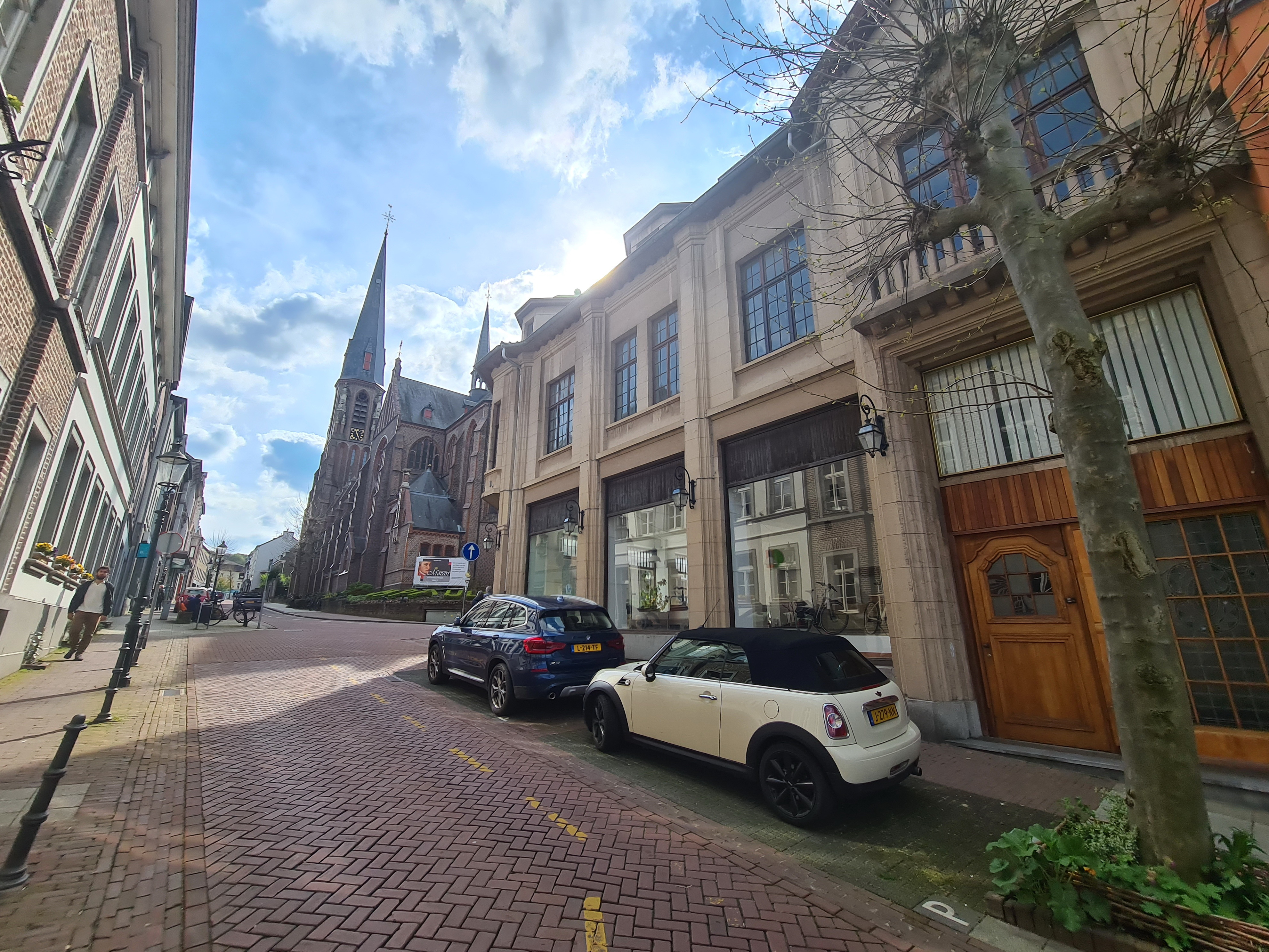
Kerkstraat

## Aanwijzing tot rijksbeschermd gezicht
De procedure voor aanwijzing werd gestart op 27 november 1987. Het gebied werd op 14 december 1993 definitief aangewezen. Het beschermd gezicht beslaat een oppervlakte van 13,9 hectare. Al eerder, op 13 maart 1969, was een gebied van 3,8 hectare rondom het Von Clermontplein aangewezen als beschermd dorpsgezicht, zodat het gehele beschermde gebied in de dorpskern van Vaals thans 17,7 ha omvat.
Panden die binnen een beschermd gezicht vallen krijgen niet automatisch de status van beschermd monument, alhoewel een veertigtal panden in het gebied die status wel hebben. Wel zal de gemeente het bestemmingsplan aanpassen om nieuwe ontwikkelingen in het gebied te reguleren. De gezichtsbescherming richt zich op de stedenbouwkundige en cultuurhistorische waardering van een gebied en wil het toekomstig functioneren daarvan veiligstellen.
Naast het rijksbeschermd gezicht Vaals Uitbreiding, telt de gemeente Vaals nog vijf andere beschermde dorpsgezichten.